# EurActiv
Euractiv este un site european de știri axat pe politicile UE, fondat în 1999 de editorul francez Christophe Leclercq. Sediul său central și redacția centrală se află la Bruxelles, cu alte birouri la Paris și Berlin. Conținutul său este realizat de aproximativ 50 de jurnaliști, angajați în Belgia, Bulgaria, Republica Cehă, Franța, Germania, Grecia, Italia, Polonia, România și Slovacia. 

Acoperirea politică a Euractiv este împărțită în opt „hub-uri”: Agroalimentar, Economie, Energie și mediu, Europa Globală, Sănătate, Politică, Tehnologie și Transporturi. Acoperirea sa de știri este completată de un program de cel puțin 100 de evenimente pe an, de obicei sub forma unor dezbateri ale părților interesate care acoperă aceleași domenii de politică. Rapoartele politice ale Euractiv se concentrează asupra etapei prelegislative a procesului decizional al UE, iar aproape tot conținutul în limba engleză este tradus în franceză și germană. 
Euractiv are diverse surse de finanțare, deoarece compania caută venituri private și publice pentru a-și desfășura activitatea. În 2019, aproximativ o cincime din veniturile Euractiv au provenit din surse publice, inclusiv de la UE[2] Alte surse de venit sunt publicitatea și sponsorizările corporative. 
În mai 2023, Euractiv a fost achiziționată de compania media belgiană Mediahuis, devenind astfel prima achiziție de platformă media internațională a companiei. Conducerea acesteia este formată din trei persoane: René Moerland (editor și fost redactor-șef al ziarului olandez NRC), Claire Boussagol (director general și fost președinte pentru Europa la APCO Worldwide și CEO la Politico Europe) și Emmanuel Naert (director de subscripții). 

## Profilul companiei
Euractiv raportează despre Parlamentul European și de alte instituții ale UE de peste douăzeci de ani. Acoperirea sa editorială include politica europeană la Bruxelles, precum și o analiză mai aprofundată a politicilor UE în domenii precum energia și mediul, agricultura, siguranța alimentară, transporturile și politica tehnologică. 
Pe lângă articolele zilnice, Euractiv produce, de asemenea, rapoarte speciale pe teme politice specifice. În 2016, compania a introdus buletinul său informativ emblematic The Brief. În 2019, a lansat o nouă serie de buletine informative axate pe UE: The Capitals, The Tech Brief și The Transport Brief. În plus, Euractiv este specializată în găzduirea de evenimente care reunesc și aduc în discuție părțile interesate. În 2018, Euractiv a organizat peste 70 de evenimente, majoritatea fiind sponsorizate, desfășurându-se sub formă de ateliere sau dezbateri. 

## Buletine informative
Euractiv distribuie buletine informative denumite „Policy Briefs” în conformitate cu acoperirea celor mai mari domenii de politică ale Uniunii Europene, precum agricultura, tehnologia și energia. În special, în buletinul informativ zilnic „The Capitals”, Euractiv reunește știri politice din întreaga Europă care prezintă un interes european mai larg. 

## Impact
Conform sondajului 2023 EU Media Poll realizat de Savanta pentru BCW Bruxelles, Euractiv s-a clasat pe locul cinci în topul celor mai influente surse din UE, intrând pentru prima dată în top 10.  
În 2022, un studiu realizat de Consiliul Uniunii Europene a clasat Euractiv pe locul al doilea în topul celor mai influente surse de presă în rândul deputaților europeni (MEP).
Rapoartele Euractiv sunt citate în mod regulat de ziare internaționale precum The New York Times,The Financial Times,CNN, Deutsche Welle, le Figaro, Le Point și Il Post. 